# Unión de Estudiantes Judíos del Reino Unido e Irlanda
La Unión de Estudiantes Judíos del Reino Unido e Irlanda (UJS) (en inglés: Union of Jewish Students of the United Kingdom and Ireland) representa a los estudiantes judíos en el Reino Unido e Irlanda. Es miembro de la Unión mundial de estudiantes judíos (WUJS) y la Unión Europea de Estudiantes Judíos (EUJS) es miembro asociado de la Unión Nacional de Estudiantes y está representada en la Junta de Diputados de los Judíos Británicos. Su presidente en el período 2020/21 es James Harris.

## Historia

### Fundación
La IUJF (Federación Judía Interuniversitaria) fue creada en 1919 por la Asociación Judía de Mánchester. 
Los yehudim vieron una creciente necesidad en la comunidad judía y creyeron que era apropiado que los estudiantes judíos tuvieran una organización nacional para coordinar las actividades de las sociedades estudiantiles judías y representar a los estudiantes judíos a nivel nacional. 
El primer paso fue una conferencia en Mánchester el 17 de julio de 1919 en la que estuvieron representadas cuatro sociedades judías: Mánchester, Liverpool, Leeds y Oxford. 
Aunque inicialmente no estuvo representada, la Sociedad Judía de la Universidad de Londres tuvo posteriormente un papel activo y finalmente asumió el liderazgo. 

### Primeros años
Con el ascenso al poder en Alemania del Partido Nazi, muchos estudiantes judíos vieron interrumpidos sus estudios y buscaron refugio en la Europa no ocupada y en otros lugares;  el Servicio Internacional de Estudiantes estuvo a la vanguardia en brindar asesoramiento a estos estudiantes desplazados y se proporcionó ayuda financiera de fondos comunales. La federación apoyó activamente estos esfuerzos; se recaudaron casi £ 2.000 libras esterlinas de estudiantes universitarios en Gran Bretaña. 
En 1946, las siguientes universidades tenían sociedades afiliadas a la federación, además de las ya mencionadas: Belfast, Birmingham, Cambridge, University College, Cardiff, Dublín, Durham, Edimburgo, Glasgow, Londres, Reading y Sheffield. 
Las dos actividades principales de la federación, desde sus inicios, fueron una escuela de verano anual y una conferencia anual, celebrada en las vacaciones de invierno. 
A lo largo de su existencia, la IUJF estuvo involucrada con la comunidad judía.  Estuvo representada en la Junta de Diputados Judíos y en la Federación Sionista y mantuvo un enlace continuo con los grupos de estudio de la juventud judía. 
Durante los casi cincuenta años desde su fundación hasta la creación de la fundación Hillel, la IUJF no tuvo oficina, ni personal, ni funcionarios, ni un presupuesto asegurado que no fuera el dinero que los estudiantes pudieran recaudar por sí mismos. La federación se gestionaba desde la oficina del entonces presidente o secretario, todas las actividades fueron organizadas por los propios estudiantes de forma voluntaria;  de vez en cuando, se obtuvieron pequeñas subvenciones de la comunidad en general. 

### Expansión
Fue la asociación con la logia masónica de los B'nai B'rith y la fundación Hillel la que proporcionó a la asociación su primera oficina permanente y su primera asistencia profesional, esto permitió a la federación aumentar su volumen de trabajo. La organización pasó a llamarse UJS en 1973.

## Actividades y valores
A partir de 2018, la UJS representa aproximadamente a 8.500 estudiantes, de los cuales de 2.500 a 3.000 son miembros de sus 60 sociedades judías afiliadas (J-Socs) en campus individuales. El gasto en el periodo 2017/18 superó el millón de libras esterlinas. La UJS afirma que sus valores fundamentales son el comunalismo, el liderazgo entre iguales, la representación y el compromiso con Israel. Sus socios y simpatizantes comunitarios incluyen el Jewish Leadership Council, la UJIA y el Community Security Trust.
La UJS proporciona formación y financiación para los J-Socs individuales; campañas sobre temas específicos; ofrece a los miembros la oportunidad de participar en eventos de networking, clases magistrales y un plan de prácticas de verano; organiza eventos nacionales para reunir a estudiantes judíos, incluido el torneo de fútbol de la Copa UEFA, la cumbre de entrenamiento de la UJS, la conferencia de la UJS, los premios estudiantiles de la UJS, Shabbat UK y Jew University Challenge, y trabaja con las universidades para asegurar alojamiento y espacios para estudiantes judíos para las actividades de los J-Soc, así como para obtener comida kosher y otras necesidades religiosas de los estudiantes. También organiza una serie de viajes a Israel. La UJS ha estado activa dentro de la Unión Nacional de Estudiantes, incluidas sus campañas contra el racismo y el fascismo. La UJS ha apoyado las campañas de Wes Streeting, Aaron Porter y Shakira Martin para el cargo de presidente de la asociación nacional de estudiantes en 2008, 2010 y 2017, respectivamente, la UJS financia a las delegaciones de los líderes de la Unión de Estudiantes Británicos, cuando estos visitan Israel.
En abril de 2019, la UJS pidió a la Universidad de Sheffield que tomara todas las medidas necesarias contra un profesor que había firmado una petición en apoyo del diputado suspendido Chris Williamson. En octubre de 2019, la Unión de Estudiantes Judíos exigió que la Universidad de Nottingham cancelara una conferencia planificada por Williamson.